# آريوغالا
آريوغالا (بالإنجليزية: Ariogala) هي مدينة تقع في ليتوانيا في Raseiniai District Municipality. يقدر عدد سكانها بـ 3,376 نسمة .